# Jardín Botánico y Herbario de la Universidad Shah Abdul Latif
El Jardín Botánico y Herbario de la Universidad Shah Abdul Latif ( en inglés : Herbarium and Botanical Garden, Shah Abdul Latif University), es un complejo del campus de la universidad, arboreto y jardín botánico que está administrado por el Departamento de Botánica de la Universidad Shah Abdul Latif de Khairpur. Es el primer jardín botánico en ser planificado de Pakistán. Su código de reconocimiento internacional como institución botánica, así como las siglas de su herbario es LATIF.

## Localización
Latif Herbarium and Botanical Garden Shah Abdul Latif University Khairpur (Mirs) Sindh Pakistan-Pakistán.24°52′37.1994″N 69°14′27.96″E / 24.876999833, 69.2411000
- Promedio Anual de Lluvias: 350 mm
- Altitud: 234.00 m s. n. m.

## Historia
La fecha de su creación en 1987, junto con el resto del campus de la universidad. 
El jardín botánico y la universidad deben su nombre al gran poeta nacional de Sindh, Shah Abdul Latif Bhitai. 

## Colecciones
El complejo comprende los siguientes:
- Herbario, para la preservación y las colecciones permanentes de plantas de varias zonas ecológicas de Sindh (delta del Indo), y de la biodiversidad vegetal de Pakistán, se complementan las instalaciones del herbario con una biblioteca para realzar las actividades de la enseñanza y de investigación.

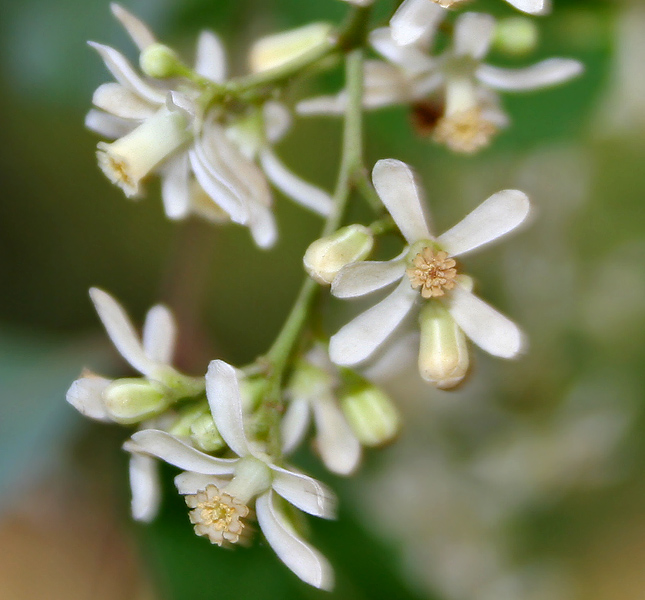
Flores de "Árbol Ním" (Azadirachta indica.

Para desarrollar un jardín botánico, representando la diversidad de las plantas; incluye las 
- Colecciones ex-situ de especies en peligro/raras
- Colección de plantas medicinales
- Plantas propias naturales así como especies exóticas, destaca el "Neem Tree"-"Árbol Ním" (Azadirachta indica) planta de una gran variedad de propiedades y aplicaciones en la industria cosmética, que se cultiva con gran facilidad en la zona.
- Jardín de plantas aromáticas "Bolan"
- Jardín de suculentas "Khyber"
- Ravi park, parque para el ocio de los estudiantes y de la población circundante.
- Arboreto Indus
- Lago
- Vivero